# Mylène Lazare
Mylène Lazare (Lagny-sur-Marne, 20 de novembro de 1987) é uma nadadora francesa.
Nos Jogos Olímpicos de Londres 2012, ganhou a medalha de bronze no revezamento 4x200 m livres.